# Jonesiella eastwardae
Jonesiella eastwardae is een eenoogkreeftjessoort uit de familie van de Pseudotachidiidae. De wetenschappelijke naam van de soort is voor het eerst geldig gepubliceerd in 1971 door Coull.